# Accrington Stanley Football Club (1891)
Accrington Stanley foi um clube de futebol da cidade de Accrington, Lancashire,no noroeste da Inglaterra.o clube jogou na Football League de 1921 até 1962,quando se tornou o segundo clube a sair da Football League no meio da temporada.o clube faliu em 1966.

## História
O clube foi fundado em 1891 como Stanley Villa e adotou o nome de Accrington em 1893.o clube entrou na Footall League em 1921 com a formação da Football League Third Division North.em quatro décadas jogando na Football League,eles nunca conseguiram chegar além da Football League Third Division.sua melhor posição na liga foi a segunda colocação,em 1954-55 e 1957-58,mas como na época apenas o campeão subia de divisão,eles nunca conseguiram o acesso.
Em 1960,em meio a persistentes dificuldades financeiras,principalmente relacionadas a uma reforma recente no seu estádio,o Accrington foi rebaixado para a recém criada Football League Fourth Division, mas eles só conseguiram completar uma temporada naquela divisão pouco depois do fim da temporada, as dificuldades financeiras se agravaram em 12 de janeiro de 1962,o presidente do clube, Edwin Slinger deixou o cargo e revelou que o Accrington devia mais de 4.000 libras esterlinas em valores de transferências não pagas,e uma quantia semelhante para o imposto de renda.o Accrington perdeu seu último jogo da liga para o Crewe por 4 a 0,em 2 de março de 1962.em uma reunião dos credores,pouco tempo depois,foi revelado que o Accrington tinha uma dívida total de 40.000 libras esterlinas,com um adicional de mais 458 libras que o clube devia para a National Insurance. O clube enviou uma requisição de saída para a Football League.o pedido foi aceito pelo secretário da Football League, Alan Hardaker, em 11 de março. Na sua quarta temporada na Lancashire Combination,o clube decretou falência em janeiro de 1966, logo após sua partida contra o Glossop North End A.F.C. na qual o Accrington venceu por 3 a 2.

## Temporadas
| Temporada   | Divisão                               | Posição                               | Evento Principal                      |
| 1900-01     | Lancashire Combination                | 9                                     |                                       |
| 1901-02     | Lancashire Combination                | 3                                     |                                       |
| 1902-03     | Lancashire Combination                | 1                                     | Campeão                               |
| 1903-04     | Lancashire Combination Division One   | 2                                     | Vice-campeão                          |
| 1904-05     | Lancashire Combination Division One   | 7                                     |                                       |
| 1905-06     | Lancashire Combination Division One   | 1                                     | Campeão                               |
| 1906-07     | Lancashire Combination Division One   | 5                                     |                                       |
| 1907-08     | Lancashire Combination Division One   | 7                                     |                                       |
| 1908-09     | Lancashire Combination Division One   | 12                                    |                                       |
| 1909-10     | Lancashire Combination Division One   | 3                                     |                                       |
| 1910-11     | Lancashire Combination Division One   | 7                                     |                                       |
| 1911-12     | Lancashire Combination Division One   | 9                                     |                                       |
| 1912-13     | Lancashire Combination Division One   | 2                                     | Vice-campeão                          |
| 1913-14     | Lancashire Combination Division One   | 7                                     |                                       |
| 1914-15     | Lancashire Combination Division One   | 6                                     |                                       |
| 1916 a 1919 | paralisado devido a I Guerra Mundial  | paralisado devido a I Guerra Mundial  | paralisado devido a I Guerra Mundial  |
| 1919-20     | Lancashire Combination                | 7                                     |                                       |
| 1920-21     | Lancashire Combination                | 6                                     |                                       |
| 1921-22     | Division Three - North                | 5                                     |                                       |
| 1922-23     | Division Three - North                | 8                                     |                                       |
| 1923-24     | Division Three - North                | 13                                    |                                       |
| 1924-25     | Division Three - North                | 17                                    |                                       |
| 1925-26     | Division Three - North                | 18                                    |                                       |
| 1926-27     | Division Three - North                | 21                                    |                                       |
| 1927-28     | Division Three - North                | 9                                     |                                       |
| 1928-29     | Division Three - North                | 18                                    |                                       |
| 1929-30     | Division Three - North                | 16                                    |                                       |
| 1930-31     | Division Three - North                | 13                                    |                                       |
| 1931-32     | Division Three - North                | 14                                    |                                       |
| 1932-33     | Division Three - North                | 13                                    |                                       |
| 1933-34     | Division Three - North                | 20                                    |                                       |
| 1934-35     | Division Three - North                | 18                                    |                                       |
| 1935-36     | Division Three - North                | 9                                     |                                       |
| 1936-37     | Division Three - North                | 13                                    |                                       |
| 1937-38     | Division Three - North                | 22                                    |                                       |
| 1938-39     | Division Three - North                | 22                                    |                                       |
| 1940 a 1945 | paralisado devido a II Guerra Mundial | paralisado devido a II Guerra Mundial | paralisado devido a II Guerra Mundial |
| 1946-47     | Division Three - North                | 20                                    |                                       |
| 1947-48     | Division Three - North                | 6                                     |                                       |
| 1948-49     | Division Three - North                | 20                                    |                                       |
| 1949-50     | Division Three - North                | 13                                    |                                       |
| 1950-51     | Division Three - North                | 23                                    |                                       |
| 1951-52     | Division Three - North                | 22                                    |                                       |
| 1952-53     | Division Three - North                | 24                                    |                                       |
| 1953-54     | Division Three - North                | 15                                    |                                       |
| 1954-55     | Division Three - North                | 2                                     | Vice-campeão                          |
| 1955-56     | Division Three - North                | 3                                     |                                       |
| 1956-57     | Division Three - North                | 3                                     |                                       |
| 1957-58     | Division Three - North                | 2                                     | Vice-campeão                          |
| 1958-59     | Division Three                        | 19                                    |                                       |
| 1958-59     | Division Three                        | 19                                    |                                       |
| 1959-60     | Division Three                        | 24                                    | Rebaixado                             |
| 1960-61     | Division Four                         | 18                                    |                                       |
| 1961-62     | Division Four                         | -                                     | Resignado                             |
| 1962-63     | Lanchashire Combination Division Two  | 8                                     |                                       |
| 1963-64     | Lanchashire Combination Division Two  | 1                                     | Campeão                               |
| 1964-65     | Lanchashire Combination Division One  | 21                                    | Rebaixado                             |
| 1965-66     | Lanchashire Combination Division Two  | -                                     | Resignado                             |

## Títulos
- Lancashire Combination 1902-03 e 1905-06
- Division Two 1963-64

## Recordes
- Maior Vitória aplicada na Liga: 8–0 vs New Brighton, 17 de Março de 1934, Terceira Divisão -Região Norte
- Maior Derrota sofrida na Liga: 1–9 vs Lincoln City, 3 de Março de 1951, Terceira Divisão - Região Norte
- Maior Vitória aplicada na Copa: 7–0 vs Spennymoor United, 8 de Dezembro de 1938, Segunda Fase da Copa da Inglaterra
- Jogador com mais participações: Jim Armstrong: 260, 1927–1934
- Maior Artilheiro em Ligas: George Stewart: 136, 1954–1958
- Melhor desempenho na Copa da Inglaterra: Quarta Fase, 1926–27, 1936–37, 1958–59

## Jogadores Notáveis
- Harry Anders (1957–60)
- Jimmy Anders (1956–60)
- Jimmy Armstrong (1927–33)
- Armour Ashe (1953–58)
- Cyril Briggs (1946–50)
- Tommy Butler (1947–53)
- Les Cocker (1953–58)
- Doug Daniels (1949–53)
- Wattie Dick (1955–58)